# Lycaena galathea
Lycaena galathea är en fjärilsart som beskrevs av Blanchard 1844. Lycaena galathea ingår i släktet Lycaena och familjen juvelvingar. Inga underarter finns listade i Catalogue of Life.